# Alfredo Prior
Alfredo Prior (Buenos Aires, 2 de mayo de 1952-Buenos Aires, 24 de diciembre de 2024) fue un artista visual, escritor, performer y músico argentino.

## Biografía
Alfredo Prior nació el 2 de mayo de 1952 en el Policlínico del Docente de la ciudad de Buenos Aires.
Neoconceptualista, se destacó como notorio miembro de la Generación del 80, proceso que compartió con artistas como Juan José Cambre, Marcia Schvartz y Guillermo Kuitca. Autodefinido como un pintor neomanierista, en 1970 expuso su primera muestra individual en la Galería Lirolay, comenzando a partir de allí su prolífica carrera artística. Más tarde, a partir de 1971, cursó la carrera de Letras en la Universidad de Buenos Aires, oportunidad en que conoció al poeta Arturo Carrera, naciendo un vínculo de amistad que lo llevó a relacionarse con Osvaldo Lamborghini y César Aira, dos poetas que se convirtieron en sus interlocutores quienes brindaron el aporte literario a su pintura. Se formó además en arte y literatura orientales, como así también recibió clases de cerámica y caligrafía.
En 1985 representó a la Argentina en la XVIII Bienal de San Pablo, además de realizar exposiciones en el Museo de Bellas Artes, Centro Cultural Recoleta, Museo de Arte Moderno y Museo de Arte Latinoamericano de Buenos Aires. Entre sus obras pictóricas más relevantes se destacan: Osarios, En cada sueño habita una pena, Sinfonía napoleónica, Cuentos chinos y El arca de Prior.
Sus trabajos forman parte de las colecciones de distintos museos y galerías: Museo Nacional de Bellas Artes, Museo de Arte Moderno de Buenos Aires, Museo de Arte Latinoamericano de Buenos Aires, Fondo Nacional de las Artes, Museo Franklin Rawson de San Juan, Museo Nacional de Bellas Artes de Neuquén, Museo Emilio Caraffa de Córdoba, Museo Castagnino+MACRO de Rosario, Colección Fortabat, Galería de arte de Australia Occidental en Perth, además de colecciones públicas y privadas, nacionales e internacionales.
En 1997 se presentó en el Museo de Arte Moderno de Buenos Aires la que fue su primera performance, Rrose Sélavy desnudada por el Capitán Nemo. Las siguientes fueron Cómo resucitar a una liebre muerta en 1998, El gran bingo chino en 1999 y Jackson Pollock en el Amazonas en 2004.
En el aspecto literario, publicó diversas obras que incluyeron poemas y textos de ficción, entre ellos Cómo resucitar a una liebre muerta, El triunfo de Adriano y Elegías del Dino. En 2007 se publicó el libro Alfredo Prior, una recopilación de sus obras con textos de Rafael Cippolini.
Como músico integró el grupo de música experimental Súper Siempre, junto a Anla Courtis, Sergio Bizzio y Francisco Garamona.

### Muerte
Tras padecer de cáncer de pulmón, falleció a los 72 años el 24 de diciembre de 2024 en Buenos Aires.

## Premios y distinciones
- Premio de la Asociación Argentina de Críticos de Arte (1987)
- Premio Fortabat (segundo premio, 1988)
- Premio Jorge Romero Brest (1995)
- Beca Antorchas (2002)
- IX Premio Nacional de Pintura del Banco Central (primer premio, 2016)
- Segundo Premio del Salón Nacional de Pintura (2017)
- Premio Nacional a la Trayectoria Artística (Museo Nacional de Bellas Artes, 2020/21)